# Programma (tijd)
Een programma is een formele indeling van toekomstige gebeurtenissen, zoals de afzonderlijke temporele delen van een theatervoorstelling, concert of symposium. Vaak wordt het programma voorafgaand aan het evenement in gedrukte versie verstrekt aan bezoekers, zodat zij kennis kunnen nemen van de intenties van de organisatoren en de auteurs, en hun verwachtingen daarop kunnen afstemmen. Daardoor weten zij bijvoorbeeld op welk tijdstip de hoofdactiviteiten aanvangen, wanneer de pauzes zijn en wanneer zij weer naar huis mogen.
Een soortgelijk concept is een agenda. Deze term wordt echter voornamelijk gebezigd in de context van een vergadering.